# Doddabanagere, Sira
Doddabanagere là một làng thuộc tehsil Sira, huyện Tumkur, bang Karnataka, Ấn Độ.